# Футпринт-центр
Футпринт-центр (англ. Footprint Center, ранее «ЮС Эйрвейс-центр») — это спортивно-развлекательный комплекс, расположенный в Финиксе, Аризона. Первоначально назывался «Америка Уэст-арена». Открыт в 1992 году и является домашней ареной для команды «Финикс Санз» Национальной баскетбольной ассоциации, «Финикс Меркури» Женской национальной баскетбольной ассоциации и «Аризона Рэттлерс» из AFL.
Арена находится рядом с бейсбольным стадионом «Чейз Филд». До 2006 года арена называлась America West Arena, но после слияния компаний America West Airlines и US Airways, права на названия перешли последней и 14 ноября 2005 года было объявлено, что арена будет переименована. Изменение названия произошло в январе 2006 года.

## События
Арена принимала спортивные соревнования по разным видам спорта, таких как баскетбол, американский футбол в закрытых помещениях, хоккей с шайбой, а также различные мероприятия: ледовые шоу, концерты, реслинг и другие.
С 1996 по 2003 год на арене проводила свои домашние игры команда «Финикс Койотис» из НХЛ, которая в 2003 переехала в Jobing.com арену, более приспособленную для проведения хоккейных игр. Арена также служила домашней площадкой для футбольной команды «Аризона Сэндшаркс».
В ЮС Эйрвейс-центр проходили также боксёрские поединки, несколько боёв на арене провёл Оскар Де Ла Хойа, Майкл Карбахаль завоевал здесь титул чемпиона WBO. Хулио Сесар Чавес провёл здесь свой последний поединок.
На арене проходило множество шоу World Wrestling Entertainment. Среди них ппв шоу Summerslam 2003, Judgment Day 2006 and Cyber Sunday 2008.